# Stuart Gager
Charles Stuart Gager, född 23 december 1872, död 9 augusti 1943, var en amerikansk botaniker.
Stuart Gager blev filosofie doktor vid Cornell University 1902 och direktör för botaniska trädgården i Brooklyn 1910. Bland hans vetenskapliga arbeten märks The development of the pollinium and spermcells in Asclepias Cornuti Decaisne (i Annals of Botany, 16, 1902) och Effects of the rays of radium on plants (i Memoirs of the New York Botanical Garden, 4, 1908), av hans översikter och handböcker Heredity and evolution in plants (1920), General botany with special reference to it's economic aspects (1926), The effects of radium rays on plants (i B. M. Duggar, Biological effects of radiation, 2, 1936) samt Botanic gardens of the world (1937, andra upplagan i Brooklyn Botanic Garden Record, 27, 1938). Botaniska trädgården i Brooklyn var ett verk av Gager, som redigerade dess Record 1912–1943 och verkade för de botaniska trädgårdarnas internationella samarbete och anknytning till folkupplysningen.